# Amilcar Pégase

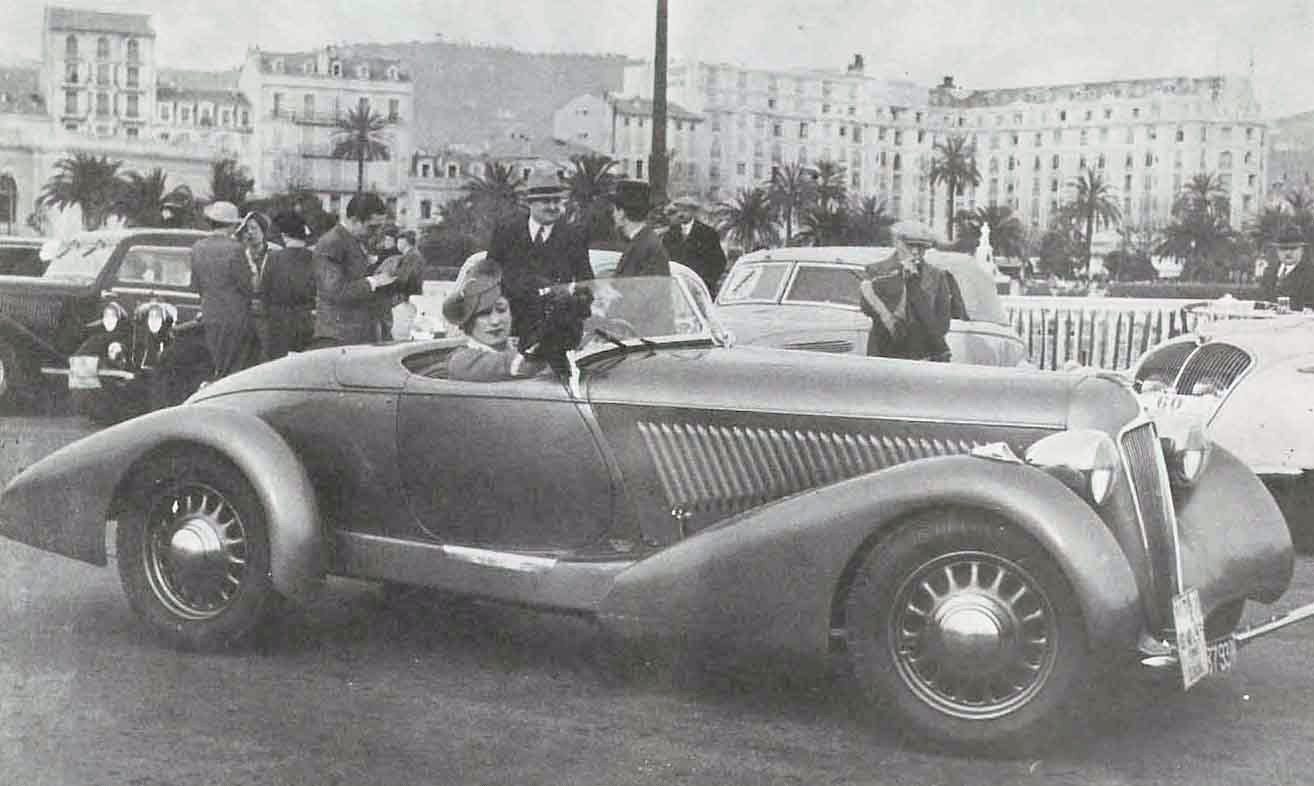
Amilcar Pégase als Racer

Der Amilcar Pégase war ein Pkw der französischen Marke Amilcar.

## Beschreibung
1934 befand sich Amilcar in finanziellen Schwierigkeiten mit Auflösung einer Gesellschaft und Gründung einer neuen Gesellschaft an einem anderen Ort. Der Ingenieur Grillot war der Konstrukteur des Prototyps, der im Oktober 1934 auf dem Pariser Autosalon stand.
Der Prototyp hatte einen von Schmid entwickelten Vierzylindermotor mit OHV-Ventilsteuerung, der bei Janvier gefertigt werden sollte. 80 mm Bohrung und 100 mm Hub ergaben 2011 cm³ Hubraum und eine steuerliche Einstufung mit 11 Cheval fiscal. Der Motor leistete 50 PS. Das Synchrongetriebe hatte vier Gänge. Das Fahrgestell stammte vom Delahaye Type 134. Es hatte 280 cm Radstand, vorne 130 cm Spurweite und hinten 135 cm. Das Leergewicht war mit 1200 kg angegeben.
Im Frühjahr 1935 begann die Serienproduktion mit anderen Motoren, da der eigene Motor zu teuer war. Der Type N 7 hatte einen Vierzylindermotor vom Delahaye 134. 80 mm Bohrung und 107 mm Hub ergaben 2151 cm³ Hubraum und 12 CV. In der Normalausführung leistete er 58 PS. Daneben gab es eine Sportausführung mit zwei Vergasern und 65 PS Leistung.
Grillot hatte außerdem eine Competition-Variante mit größerem Hubraum entwickelt. Für diesen Type G 36 sind 89 mm Bohrung, 100 mm Hub, 2488 cm³ Hubraum, 14 CV und 75 PS Leistung überliefert.
Die folgenden Karosserieaufbauten sind für den Oktober 1935 bekannt: Stadium und Polo als zweitürige Limousinen, Saint Hubert, Olympiad und Marathon als viertürige Limousinen, Amazone als viersitziges Coupé, Jockey als viersitziges Hardtop-Coupe, Golf als zweisitziges Coupé mit Notsitz, Fleuret als viersitziges Cabriolet von Carrosserie Dubos, Skiff als zweisitziger Roadster mit Notsitz und Racer als zweisitziger Roadster von Figoni & Falaschi.
Ab Oktober 1936 wurde der kleinere Motor als 12 CV Normale und der größere Motor als 14 CV Grand Sport bezeichnet. Zur gleichen Zeit wurde das Karosserieangebot auf Saint Hubert, Amazone, Fleuret und Skiff beschränkt.
1937 endete die Produktion. Zu der Zeit übernahm Hotchkiss et Cie Amilcar und wollte keine Konkurrenz zu den eigenen Modellen.

## Motorsport
Amilcar konnte sich zu der Zeit kein reguläres Rennsportteam mehr leisten. Dennoch entstanden vier Rennwagen mit verkürztem Radstand. Felix Boudot, Marcel Contet und Raoul Forestier kauften drei Fahrzeuge. Das vierte blieb im Besitz von Maurice Mestivier, der zur Unternehmensleitung von Amilcar gehörte. Das erste Rennen war der Große Preis von Frankreich 1936. Nur das Fahrzeug von Contet war fertiggestellt, aber noch nicht konkurrenzfähig. Wenige Tage später beim Grand Prix de la Marne auf dem Circuit de Reims-Gueux waren die vier Rennwagen sowie ein privat eingesetzter Racer von Fernande Roux gemeldet, allerdings starteten nur Contet, Mestivier und Roux. Das geplante 24-Stunden-Rennen von Le Mans 1936 wurde abgesagt. Einige kleinere Rennen folgten. Fernande Roux und Germaine Rouault starteten mit Mestiviers Rennwagen beim 24-Stunden-Rennen von Le Mans 1938, fielen aber an zehnter Stelle liegend aus.

## Auktionsergebnisse
Sotheby’s versteigerte 2014 einen Racer für 467.500 US-Dollar. Drei Jahre später wurde dasselbe Fahrzeug für 236.500 Dollar versteigert.
Bonhams erzielte 2017 für eine Limousine 5175 Pfund Sterling.